# Мадаевка (приток Язовки)
Мадаевка — река в России, протекает в Большеболдинском и Починковском районах Нижегородской области. Устье реки находится в 13 км по правому берегу реки Язовка. Длина реки составляет 17 км, площадь водосборного бассейна 61,7 км².
Исток реки южнее села Кондрыкино (Новослободский сельсовет Большеболдинского района) в 22 км к югу-западу от Большого Болдина. Верхнее течение реки проходит в Большеболдинском районе, затем река формирует границу Большеболдинского и Починковского районов, в нижнем течении вновь течёт по Большеболдинскому. Большая часть течения реки проходит по лесному массиву. На реке стоят деревня Малиновка и посёлки Новороссийский 1 и Новороссийский 2. Впадает в Язовку у посёлка Никаевка близ границы с Мордовией.

## Данные водного реестра
По данным государственного водного реестра России относится к Верхневолжскому бассейновому округу, водохозяйственный участок реки — Алатырь от истока и до устья, речной подбассейн реки — Сура. Речной бассейн реки — (Верхняя) Волга до Куйбышевского водохранилища (без бассейна Оки).
По данным геоинформационной системы водохозяйственного районирования территории РФ, подготовленной Федеральным агентством водных ресурсов:
- Код водного объекта в государственном водном реестре — 08010500212110000038208
- Код по гидрологической изученности (ГИ) — 110003820
- Код бассейна — 08.01.05.002
- Номер тома по ГИ — 10
- Выпуск по ГИ — 0